# Porfirio Díaz
Pour les articles homonymes, voir Díaz.
José de la Cruz Porfirio Díaz Mori, plus connu sous le nom de Porfirio Díaz, né le 15 septembre 1830 à Oaxaca et mort le 2 juillet 1915 à Paris, est un homme d’État et militaire mexicain.
Il dirige le Mexique de 1876 à 1911, période appelée « Porfiriato » ou encore « Porfiriat », ne cédant le pouvoir par intérim qu'à ses fidèles Juan N. Méndez puis Manuel González.
La révolution mexicaine de 1910 le contraint à l'exil l'année suivante. Il meurt à Paris en 1915.

## Biographie

### Jeunesse

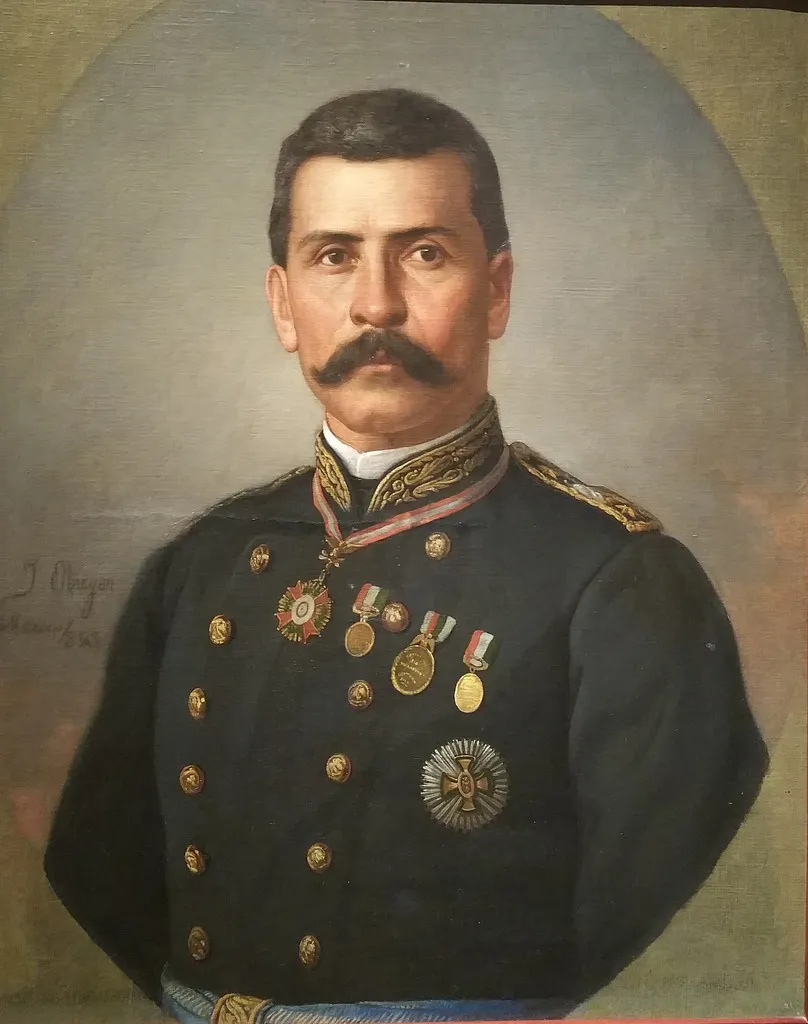
Portrait du général Porfirio Díaz.

Porfirio Diaz est né le 15 septembre 1830 dans la ville d'Oaxaca, fils de José Faustino Díaz, un employé de commerce  criollo (créole ou Espagnol né au Mexique) reconverti tanneur, et décédé alors que Porfirio n'avait que trois ans, et de María Petrona Mori, une aubergiste d'ascendance espagnole et mixtèque.
En 1843 à l'âge de treize ans Porfirio Díaz entre au séminaire d'Oaxaca, pour y étudier les arts, la physique, les mathématiques, la rhétorique et le latin. Il donna des classes de latin pour pouvoir aider sa famille. Il étudia également le droit romain dont il fut le meilleur élève de sa génération, en 1850 il en devint professeur. De 1852 à 1853 il eut pour professeur de droit civil Benito Juárez

### Carrière militaire
Porfirio Díaz a eu dans sa jeunesse pour mentor Marcos Pérez, il fit également la connaissance de Benito Juárez (Pérez était l'un des proches) et dont il instaura le culte officiel qui perdure jusqu'à aujourd'hui.
En 1854 il prend part à l'élaboration du plan d'Ayutla, puis dès mars 1855 à la révolution d'Ayutla menés par les libéraux de Juan Álvarez contre le gouvernement conservateur d'Antonio López de Santa Anna qui, vaincu part en exil en 1855.
Il participe, dans le camp libéral, à la guerre de Réforme puis — Juárez est alors président — il lutte contre l'intervention française. Il participe notamment à la bataille de Puebla sous les ordres du général Ignacio Zaragoza, au siège de Puebla (du 16 mars au 17 mai 1863), puis à la bataille de Miahuatlán et à la bataille de La Carbonera.
Il reprend la ville de Puebla le 2 avril 1867 aux partisans de Maximilien Ier le 2 avril 1867 et celle de Mexico le 15 juin de la même année.

### Prise du pouvoir
Adversaire de Benito Juárez, il est battu deux fois par celui-ci aux élections présidentielles de 1867 et de 1871, où malgré des soupçons de fraude, Juárez est élu avec 5 837 voix en sa faveur.
Il se soulève contre lui en 1871 (plan de la Noria (es)) un an avant la disparition de Juárez, mais échoue. Le nouveau président Sebastián Lerdo de Tejada lui offre alors l'amnistie. Mais Porfirio Díaz organise une rébellion qu'il déclenche contre Lerdo quand celui-ci cherche sa réélection en 1876.
La capitale est conquise le 21 novembre suivant.

### Premier mandat présidentiel

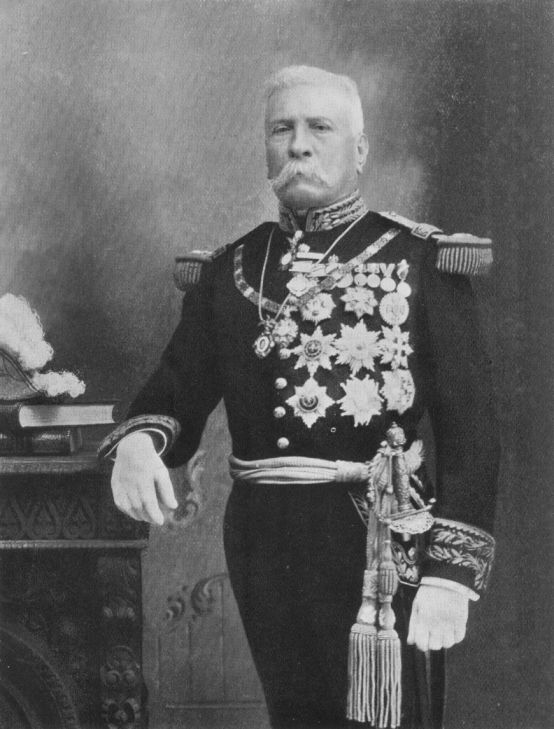
Photographie du président Díaz.

Il accède à la présidence le 28 novembre 1876 à la suite de la révolution de Tuxtepec (es) et devient ainsi le vingt-neuvième président du Mexique, mais cède le pouvoir dès le 6 décembre à son compagnon d'armes, Juan N. Méndez, qui assure la présidence par intérim jusqu'au 17 février 1877, date à partir de laquelle il reprend la direction du pays. Les élections du mois d'avril suivant le confirment dans ses fonctions présidentielles jusqu'en 1880.

### Autres mandats présidentiels
Ne pouvant se représenter en vertu d'un amendement à la Constitution de 1857, il laisse son ami le général Manuel González être élu président et lui transmet le pouvoir le 1er décembre 1880. Quatre ans plus tard, Díaz obtient facilement d'être élu de nouveau et en 1887, un deuxième amendement constitutionnel autorise Díaz à briguer un second mandat consécutif, puis en 1890, un troisième supprime la limite du nombre de mandats.
Díaz arrive à la tête d'un pays exsangue à la suite de la Guerre d'Indépendance et à l'instabilité politique qui la suivit, puis de la perte du Texas en 1836, à la perte de la moitié de son territoire (guerre américano-mexicaine 1847-1848), à la guerre de Réforme, puis à l'intervention française, mais durant sa présidence, la situation économique du Mexique (es) s'améliore (augmentation des investissements étrangers, réduction de la dette).
L'absence de politique de redistribution des richesses, notion pratiquement inexistante au XIXe siècle ne permet pas de juguler la pauvreté héritée des périodes préhispaniques et coloniales d'une part importante de la population,,. Le problème de la pauvreté persiste jusqu'en 2023, selon les chiffres publiés par la CEPAL 88 % des habitants des zones rurales vivent dans la pauvreté (62 % dans la pauvreté extrême) .Pour ce qui est de villes 68 % des habitants vit dans la pauvreté (37 % dans la pauvreté extrême).
Il serait l'auteur de la phrase « Pauvre Mexique, si loin de Dieu et si près des États-Unis ».

### Le Porfiriat

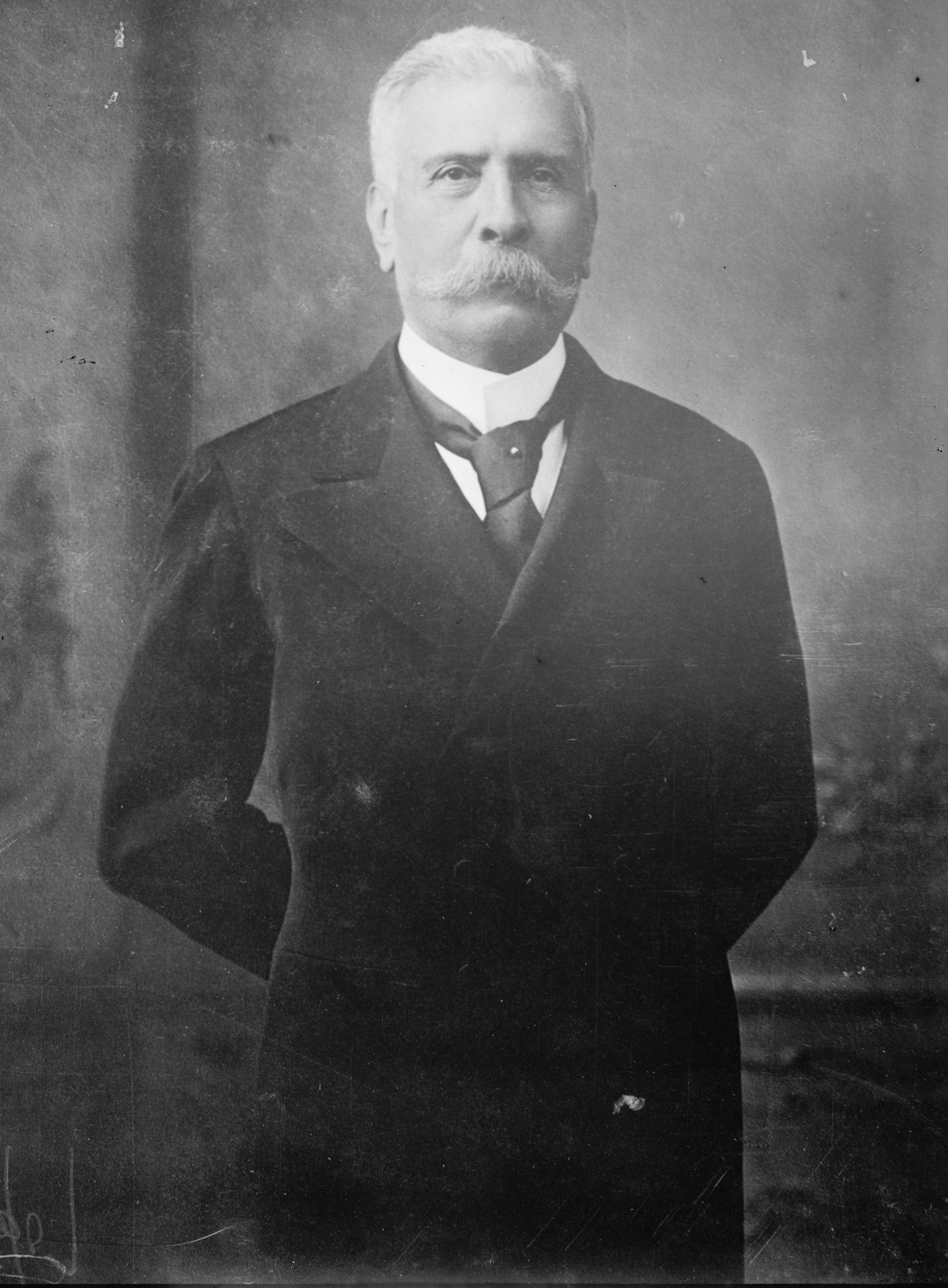
Porfirio Díaz.

Son régime est connu au Mexique sous le nom de Porfiriato. Pendant cette période l'application des lois de Réforme et en particulier la Ley Lerdo (es) ont favorisé la concentration de la propriété foncière au profit d'une minorité d'investisseurs et de propriétaires terriens, les seuls qui avaient les moyens financiers d'acquérir les terres nationalisées en vertu de ces lois par l'État mexicain et qui appartenaient précédemment à l'Église et aux collectivités villageoises depuis la période coloniale.
De nombreux habitants des campagnes continuent d'être contraints à un travail pénible et mal rémunéré dans les haciendas, et quelques groupes indigènes se montrent particulièrement rebelles et imperméables aux changements économiques et à la spoliation de leurs terres par l'État et sa revente aux grands propriétaires, particulièrement les Yaquis (es), qui étaient pour la plupart peu intégrés à la nation mexicaine ou ignorant même la notion d'un Mexique indépendant. Leurs meneurs les plus actifs sont contraints aux travaux forcés dans des lieux comme Valle Nacional, la vallée du río Yaqui ou le Yucatán.
En 1891 et 1892 a lieu la rébellion de Tomóchic (es) révolte de villageois principalement métis.
Huit cents soldats de l'armée fédérale y affrontent une centaine de révoltés. Les causes exactes de ces événements restent floues, elles seraient dues à des discordes entre la population et des caciques locaux. À la fin de la rébellion il ne reste plus que 290 habitants dans le village.
Son gouvernement combat les rebelles mayas, qui d'une manière sporadique continuent la guerre des castes et maintiennent une agitation sécessionniste en faveur d'une république du Yucatán ; les meneurs sont déportés dans l'île de Cuba où ils sont obligés de travailler dans des conditions difficiles proches de l'esclavage (l'esclavage a été officiellement aboli à Cuba le 19 janvier 1880 alors que l'île était encore une colonie espagnole)
en 1901 des troupes y sont envoyées rétablir l'ordre sous le commandement de Victoriano Huerta qui est lui-même un indigène huichol.
Porfirio Diaz est franc-maçon. Entre 1890 et 1901, il réussit à unifier différentes obédiences, dans certains cas par la force.[réf. nécessaire]. Il est le grand maître de la loge La Gran Dieta Simbólica jusqu'en 1901, date de sa dissolution.
Sous son régime, la presse dite « jaune », sensationnaliste et complaisante, tire ses origines. Les journaux loyalistes reçoivent des financements de l’État, et des journalistes d'opposition sont incarcérés. Son impact reste limité : en 1895, le pays comptait 82,5 % d'analphabètes.
Il use de l'article 28 de la loi publiée le 25 janvier 1862 par le gouvernement de Benito Juárez et cosignée par Manuel Doblado (es) qui permet d'abattre un détenu en fuite,.
Cette loi sera rétablie le 28 août 1916 pour réprimer les instigateurs de la grève générale qui eut lieu du 31 juillet au 2 août 1916 à Mexico par le gouvernement constitutionnaliste de Venustiano Carranza
Durant le porfiriat l'usage de la loi du 25 janvier 1862 fait plus de 10 000 victimes, dont la majorité sont des délinquants de droit commun issus du monde rural.
Porfirio Díaz décrète le 26 mai 1910 la fondation de l'université nationale du Mexique (es) devenue en 1929 l'université nationale autonome du Mexique.

#### Politique économique
À la fin du XIXe siècle, Díaz s’entoure d’une véritable bureaucratie, les Científicos. Ce groupe est formé par les hommes d'affaires et les intellectuels de l'époque, inspiré par le positivisme d'Auguste Comte. L'un des chefs de ce groupe, José Yves Limantour, devient ministre des Finances. Les Científicos contrôlent la quasi-totalité de l'économie, des finances et de l'enseignement tandis que Díaz s’occupe des affaires politiques et militaires. Des divisions surviennent entre Científicos : Justo Sierra et Julio Guerrero critiquent notamment l'emprise grandissante du général Bernardo Reyes et de José Yves Limantour, et seront tous deux exilés en 1909.
Au cours du Porfiriat, pour pallier le manque de capitaux mexicains (nombre de capitalistes mexicains qui ne sont pas propriétaires terriens et qui vivent à l'étranger sans participer à la vie politique préfèrent investir leur argent en Europe ou aux États-Unis), l'investissement étranger est favorisé. La plus grande partie des investissements sont d'origine américaine, suivi par les Anglais (29 %) les Français (27 %) les Allemands et les Espagnols, le montant total de ces investissements selon les chercheurs de l'UNAM est de deux milliards de dollars. Les investisseurs étrangers, en l'absence de capitaux nationaux, ont la prépondérance totale dans les infrastructures (chemins de fer, ports, télégraphes et téléphones), les mines, le pétrole, le textile, les plantations, l'industrie. Les grèves apparaissent à partir de 1906.
La population mexicaine passa de 9 141 661 habitants en 1872 à 15 160 372 (recensement de 1910), soit une augmentation annuelle de 1,3 %. En 1910, 12 % des Mexicains vivaient dans des villes de plus de 15 000 habitants. À la fin du régime de Díaz, le pays comptait 19 280 km de voies ferrées, alors qu'il n'en comptait que 638 en 1876 ; quant aux lignes télégraphiques, elles sont au nombre de 70 000 (9 000 en 1877). Durant cette période le pays fait aussi des progrès en matière d'électrification (es).
Le système porfirien, s'il a modernisé le pays, n'a pas résolu le problème des inégalités de développement, ce qui provoque des tensions : inégalités de secteur (les exportations de produits miniers et de matières premières se développent considérablement. À la suite de sécheresses persistantes la production de maïs passe de 2,5 millions en 1877 à 2 millions en 1910 alors que la population a augmenté, pour pallier cela le pays doit importer du maïs au prix mondiaux, ce qui provoque une augmentation du prix de la tortilla, aliment de base de la plus grande partie de la population.

### Chute
Peu avant la révolution, des compagnies américaines contrôlent les trois quarts des mines et plus de la moitié des gisements pétroliers, le manque de capitaux mexicains en est la principale cause.
L'application des lois de nationalisation des terres inexploitées et de celles de l'Église, promulguées par le gouvernement de libéral de Benito Juárez et leur mise en vente par le gouvernement  a accentué les inégalités et favorisé la concentration de la propriété : près de 11 000 haciendas contrôlent 57 % du territoire national, alors que 95 % des habitants des campagnes ne possèdent aucune terre.
En 1910, 62 % du territoire de l'État de Morelos, avant la réforme agraire (es) qui suivit la révolution est en possession de 30 grands propriétaires.
La rémunération des journaliers ruraux peut descendre à 20 ou 25 centavos par jour dans les cas extrêmes, et 10 ou 15 centavos pour les femmes et les enfants, dans les haciendas le salaire est payé en "fichas" qui ne peuvent être utilisées que dans les magasins appartenant au patron, c'est la tienda de raya (es), les prix y sont relativement élevés et les gens s'y endettent parfois pour plusieurs générations.[réf. nécessaire]
Une étude médicale menée par un psychiatre , Julio Guerrero, dans son livre "La Génesis del Crimen en México" publié en 1901 explique le faible usage des "jaboneras" (bains publics) par les classes pauvres par le fait que cela absorberait 25 % de leurs revenus » pour pallier cela le gouvernement a mis en place des bains publics gratuits. En outre, un grand nombre d'ouvriers ne possède pas de logement. Le taux d'analphabétisme est de 74 % en 1910. À ces difficultés s'ajoutent la crise de Wall Street de 1907 dont les répercussions sur l'économie mexicaine provoque une vague de licenciements dans le secteur minier et des hausses des prix.
Pour célébrer le centenaire du Grito de Dolores et l'anniversaire de Porfirio Díaz (es), les autorités organisent de grandes festivités.
Les notables du régime et les représentants des pays avec lesquels le Mexique entretient des relations diplomatiques y assistent, notamment ceux des États-Unis : le vice-président, le secrétaire d’État et le secrétaire au Trésor, 14 députés, 20 sénateurs, 14 hauts fonctionnaires du Département d’État, des gouverneurs, des présidents d'université, des généraux et amiraux. Durant les festivités qui ont eu lieu le 11 et 12 septembre 1910, les 10 000 invités y boivent, entre autres, 50 caisses de Champagne.
Díaz veut une reconnaissance internationale du pays. Le centre historique ainsi que la cathédrale métropolitaine de Mexico sont éclairés à l'électricité. On inaugure divers monuments, dont l'Hemiciclo a Juárez (es) et l'Ángel de la Independencia.

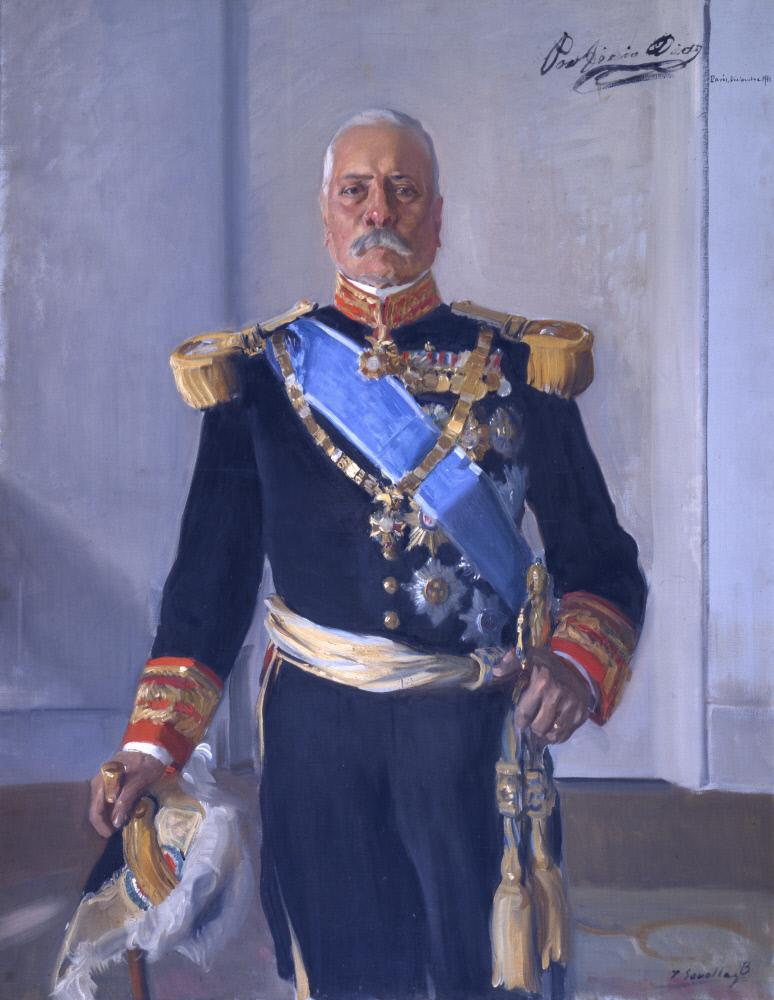
Porfirio Díaz, ancien président du Mexique, 1911
Joaquín Sorolla
The Hispanic Society of America, New York

Lors d'un entretien avec le journaliste canadien James Creelman (en), le président estime que le Mexique est prêt pour la démocratie. Ses opposants feignent de le croire. En 1910, Porfirio Díaz, au pouvoir depuis une trentaine d'années, veut à nouveau se représenter à l’élection présidentielle, mais Francisco I. Madero annonce aussi sa candidature.
Díaz le fait emprisonner puis relâcher ; Madero s'enfuit aux États-Unis. Les autorités déclarent que Díaz a gagné les élections et que Madero n'a recueilli que quelques centaines de voix à travers tout le pays.
Ainsi commence en 1910 la révolution mexicaine. Après la prise de Ciudad Juárez (es) défendue par une garnison peu aguerrie composée de 650 hommes, le 10 mai 1911 par les troupes révolutionnaires commandées par le général Peppino Garibaldi (Francisco Villa était alors colonel). La prise de Ciudad Juárez, bourgade sans importance militaire était vitale pour Madero car elle permettait l'acheminement depuis les États-Unis, d'armes, de munitions, de matériel nécessaire à ses troupes.
Díaz, qui veut éviter à son pays une guerre civile et qui craint une intervention militaire des États-Unis favorables à Madero, après la signature des traités de Ciudad Juárez (es), abandonne le pouvoir le 25 mai et part en exil en direction de Cuba puis de l'Espagne.

### Exil et mort

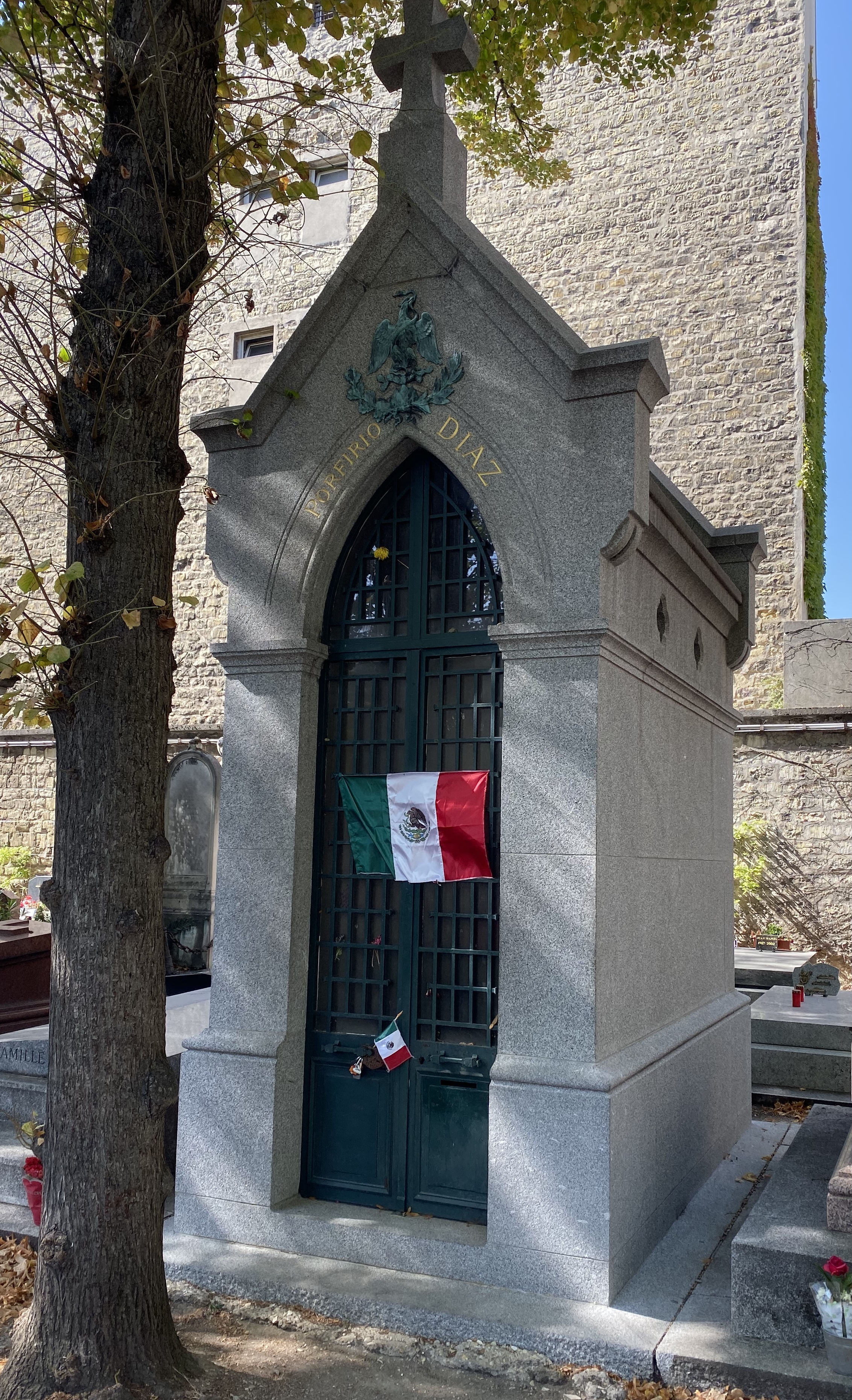
La tombe de Porfirio Diaz dans le cimetière du Montparnasse.

Il séjourne à Interlaken en Suisse, où il suit une cure et y étudie le système de mobilisation des troupes helvétiques, ainsi qu'à Paris. Il se rend ensuite en Allemagne, où il est reçu avec de grands honneurs militaires par Guillaume II, visite aussi l'Égypte et séjourne à Rome et à Naples.
Il meurt le 2 juillet 1915 à Paris dans une de ses résidences en France.
Précédemment enterré en l'église de Saint-Honoré d'Eylau, il repose depuis le 27 décembre 1921 au cimetière du Montparnasse.
En 2015, la question de rapatrier les restes de Porfirio Diaz au Mexique et plus particulièrement dans son État natal est étudiée par certains députés du Parti révolutionnaire institutionnel, alors au pouvoir.

## Hommages
Porfirio Díaz est l'homme le plus décoré de son temps au Mexique, il reçoit aussi de très nombreuses décorations étrangères, dont la grand'croix de la Légion d'honneur en 1888. À Paris le 20 juillet 1911, il lui fut présenté aux Invalides des mains du général Gustave Léon Niox l'épée que portait Napoléon Ier à Austerlitz.
Un projet de réinstallation de la statue de Porfirio Díaz sur le Malecón de la ville portuaire de Veracruz est à l'étude, à l'occasion des festivités prévues pour le 500e anniversaire de la fondation de la ville et pour célébrer le 115e anniversaire du début des travaux de l'actuel port.
Il est aussi considéré par un sondage réalisé sur le site internet de l'université autonome de México (UNAM) comme étant le troisième meilleur président du pays, précédé en cela par Benito Juárez et Lázaro Cárdenas.

### Citations
Léon Tolstoï le qualifia de « miracle de la nature ».

### Lieux
Il existe plusieurs municipalités portant son nom :
- Tlacotepec de Porfirio Diaz, État de Puebla, env. 1 600 habitants en 2006.
- Miahuatlán de Porfirio Díaz, État d'Oaxaca, env. 33 000 habitants en 2005.
- Encarnación de Díaz, État de Jalisco env. 48 000 habitants en 2005.

Des voies portent également son nom :
- Une grande artère de la ville d'Oaxaca porte son nom (Calzada Porfirio Diaz).
- En France, il existe une avenue Porfirio Diaz à Barcelonnette dans les Alpes-de-Haute-Provence.